# Superfosfat (dokumentarfilm)
|  | Denne artikel er oprettet af botten Steenthbot ud fra en ekstern database. Den kan derfor have sproglige fejl eller mangler. Denne skabelon kan fjernes efter kontrol af indholdet. |

Superfosfat er en dansk dokumentarfilm fra 1957 instrueret af Werner Hedman.

## Handling
Filmen viser i realoptagelser og skematiske tegninger arbejdet i en superfosfatfabrik, dels bearbejdning af svovlkis til fremstilling af svovlsyre og dels fremstillingen af superfosfat. Og derefter dens lagring, distribution og anvendelse i landbruget.